# Ball (cráter)

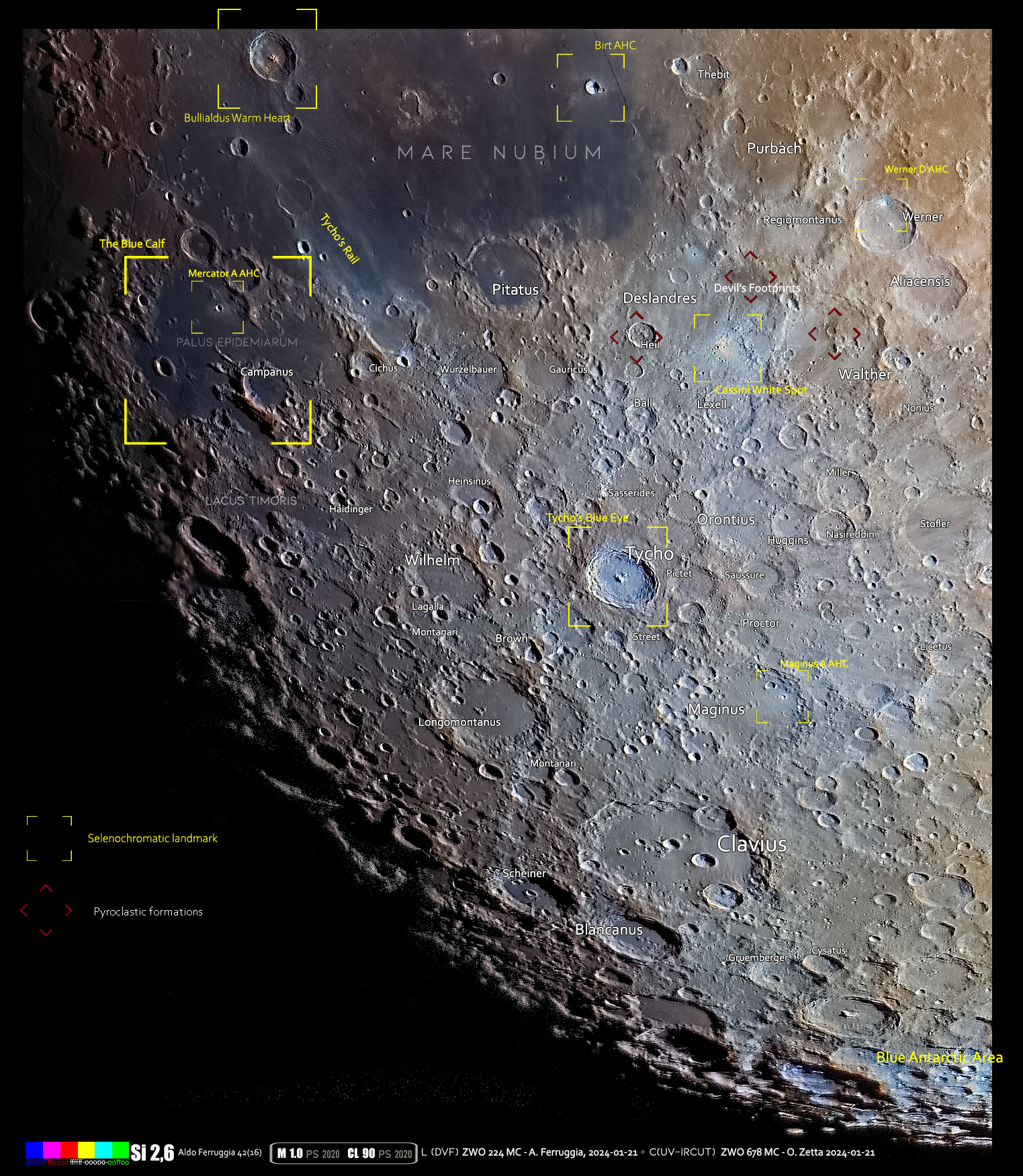
Área del cráter en formato selenocromático

Ball es un cráter de impacto lunar que se encuentra en las tierras altas escarpadas del sur de la Luna. La formación es circular y simétrica, y no ha sufrido un desgaste significativo. El interior es de superficie rugosa, curvándose hacia abajo, hacia el relativamente amplio pico central en su punto medio.

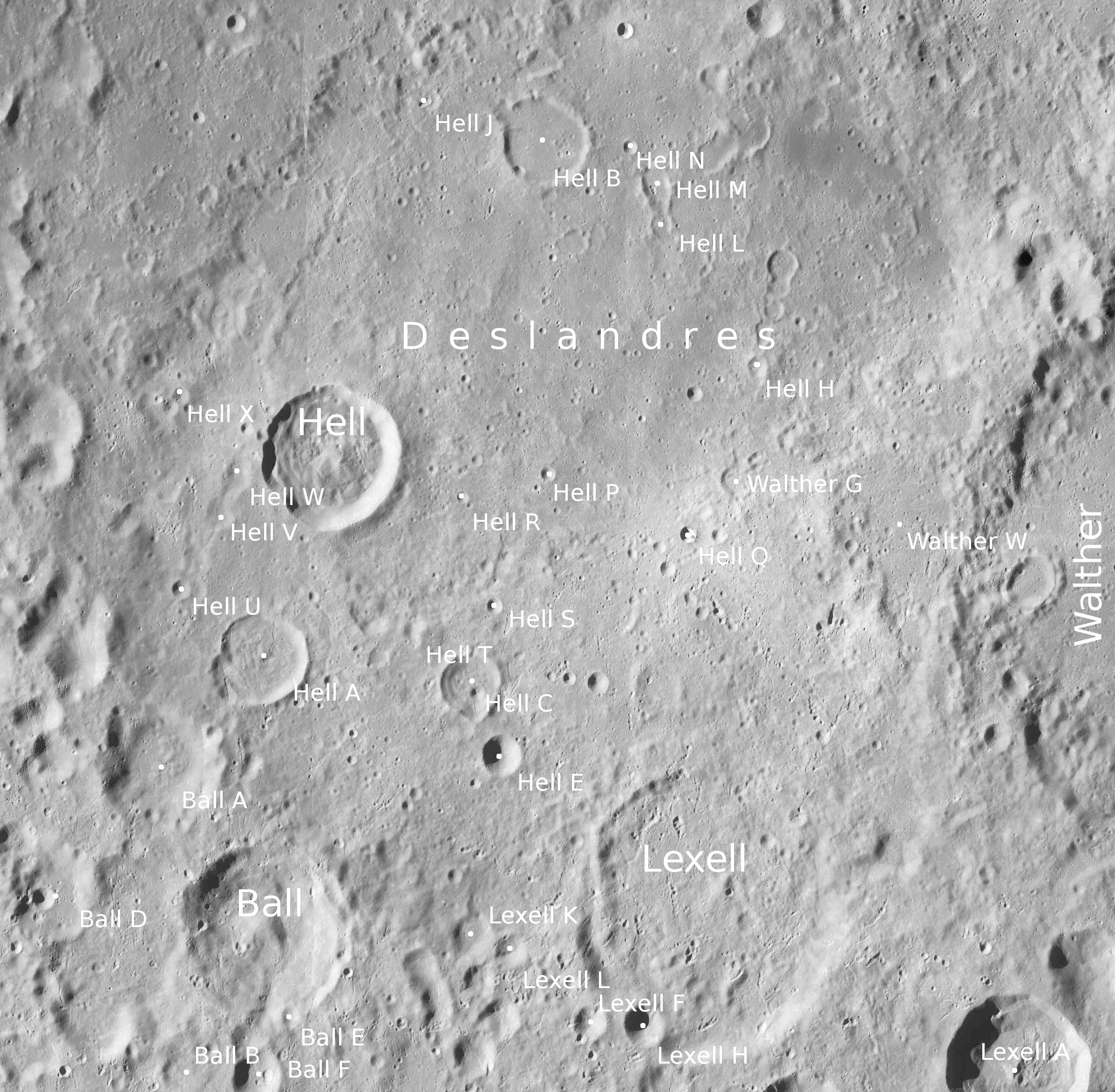
Fotografía de la misión Lunar Reconnaissance Orbiter. Ball, abajo a la izquierda.

El cráter se encuentra al oeste de Lexell ya al sureste de Gauricus. Al sur está Sasserides, y más al sursudoeste se encuentra el prominente cráter Tycho con sus marcas radiales.

## Cráteres satélite

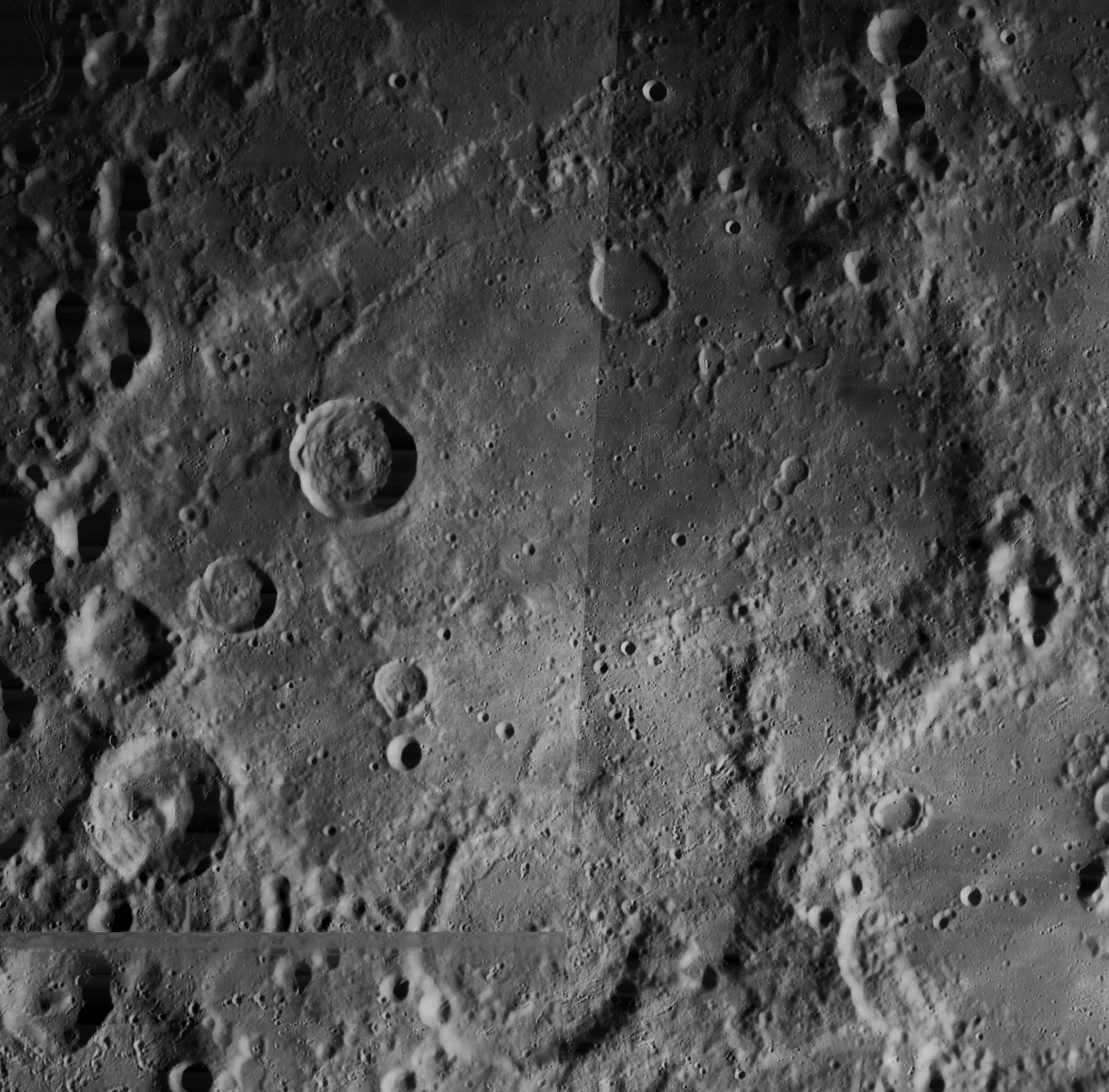
Ball, en el borde suroeste del gran cráter Deslandres

Por convención estas características son identificadas en mapas lunares poniendo la letra en el lado del cráter punto medio que está más cerca de Ball.
|      | \| Ball \| Coordenadas \| Diámetro \| \| ---- \| ------------------------------ \| -------- \| \| A \| 34°42′S 9°18′O / -34.7, -9.3 \| 29 km \| \| B \| 36°54′S 9°06′O / -36.9, -9.1 \| 10 km \| \| C \| 37°42′S 8°42′O / -37.7, -8.7 \| 31 km \| \| D \| 35°36′S 10°18′O / -35.6, -10.3 \| 21 km \| \| E \| 36°30′S 8°06′O / -36.5, -8.1 \| 5 km \| \| F \| 36°54′S 8°30′O / -36.9, -8.5 \| 12 km \| \| G \| 37°42′S 10°06′O / -37.7, -10.1 \| 28 km \| |          |
| Ball | Coordenadas | Diámetro |
| A    | 34°42′S 9°18′O / -34.7, -9.3 | 29 km    |
| B    | 36°54′S 9°06′O / -36.9, -9.1 | 10 km    |
| C    | 37°42′S 8°42′O / -37.7, -8.7 | 31 km    |
| D    | 35°36′S 10°18′O / -35.6, -10.3 | 21 km    |
| E    | 36°30′S 8°06′O / -36.5, -8.1 | 5 km     |
| F    | 36°54′S 8°30′O / -36.9, -8.5 | 12 km    |
| G    | 37°42′S 10°06′O / -37.7, -10.1 | 28 km    |